# NGC 534
NGC 534 је спирална галаксија у сазвежђу Вајар која се налази на NGC листи објеката дубоког неба.
Деклинација објекта је - 38° 7' 44" а ректасцензија 1h 24m 44,5s. Привидна величина (магнитуда) објекта NGC 534 износи 13,4 а фотографска магнитуда 14,4. NGC 534 је још познат и под ознакама ESO 296-21, MCG -6-4-26, PGC 5215.